# オレイサ (カンザス州)
オレイサ（英: Olathe、発音: [oʊˈleɪθə], oh-LAY-thə）は、アメリカ合衆国カンザス州の都市。ジョンソン郡の郡庁所在地である。人口は14万1290人（2020年）で、州内4番目の都市である。カンザスシティ都市圏に入っている。北はレネックサ、東はオーバーランドパーク、南西はガードナーに囲まれている。2008年のアメリカ合衆国国勢調査局調査では全米で24番目に成長速度の速い都市だった。2008年CNN/マネーとマネーマガジンが選ぶ「アメリカ合衆国で住みたい都市100傑」の中の11位にランク付けられている。

## 歴史
オレイサは1857年春にジョン・T・バートン博士によって設立された。バートンはジョンソン郡の中央に馬で乗り入れ、町の場所としてクオーター・セクション（4分の1平方マイルの土地、0.6 km2）2つの土地の権利を主張した。バートンは後にこの時のことを友人たちに次のように語った。「...プレーリーはバーベナなど野生の草花で覆われていた。この土地が美しので、町の名をビューティフルと付けるべきだと思い続けた。」バートンはショーニー族の通訳に「美しい」を彼らの言葉では何と言うか尋ねた。その通訳が「オレイサ」と答えた。
オレイサはジョンソン郡で最初に設立された都市ではなかったが、直ぐに最大の都市になり、1859年10月に郡庁所在地に指名された。町ができた頃は隣のミズーリ州から入ってきた奴隷制擁護派の民衆が地元の奴隷制度廃止支持者と衝突することが多かったので、暴力に溢れていた。これらの抗争は州全体にかかわり「血を流すカンザス」と呼ばれた。
1850年代が終わり、1861年にカンザスが自由州としてアメリカ合衆国への加盟を認められると、暴力沙汰は少なくなっていった。しかし、1862年9月7日にウィリアム・クァントリルが率いたミズーリ州からの南軍ゲリラ部隊が住民に奇襲をかけ、6人を殺害し、多くの企業や個人宅から物を奪い、市内大半を破壊した。クァントリルはオレイサの市民が奴隷制度廃止支持者と分かっていたのでここを襲撃した。
オレイサはオレゴン・トレイル、カリフォルニア・トレイルおよびサンタフェ・トレイルでの宿場となった。旅人達に食事を提供することが地元の商店や企業の主要収入源となった。西へ向かう荷車に補給物資を売ったマハフィー・ハウスはオレイサ市が維持する歴史史跡に登録されている。そこの従業員は当時の衣装を着ており、馬車や農場の家畜が子供達に人気を呼んでいる。観光客は南北戦争の再演、西部開拓時代などの出し物に参加できる。
大陸横断鉄道が建設された後、西への道は重要ではなくなり、オレイサも世間から忘れられて、小さな眠るような草原の町の状態が続いた。
1950年代、州間高速道路体系の建設が進み、同35号線がオレイサを近くのカンザスシティと直接結んだ。その結果、オレイサはカンザスシティ都市圏の一部になって、住宅地として急成長した。1980年代、商業分野でも急成長してさらに住人を呼び込んだ。2001年に人口が10万人を超えたと推計されており、現在の予測では市街地が南、西および北の農業用地に広がるにつれ、さらに人口の拡大が続くとされている。

## 地理
オレイサは北緯38度52分51秒 西経94度48分11秒 / 北緯38.88083度 西経94.80306度に位置する。
アメリカ合衆国国勢調査局によれば、市域全面積は54.5平方マイル (141.1 km2)、このうち陸地は54.2平方マイル (140.3 km2)、水域は0.3平方マイル (0.8 km2)で水域率は0.55%である。水面積172エーカー (0.7 km2) のオレイサ湖と同45エーカー (0.2 km2) のシーダー湖という2つの公共湖がある。

## 気候
オレイサの気温は1月平均の20°F (−7℃) から7月平均の90°F (32℃) まで変化する。90°F以上になるのは年間平均36日あり、100°F (38℃) 以上になる日も3日ある。32°F (0℃) 以下になる日は年平均102日ある。通常は10月半ばから11月第1週の間に初めて氷点下になり、3月末から4月第3週の間に最後の氷点下を記録する。
年平均降水量は40インチ (1,000 mm) 以上であり、5月に最も多く、4月から6月の間に平均して30日の計測可能な降水がある。通常年では総量28.5インチ (724 mm) から53インチ (1,346 mm) の降水があるが、中央値は11インチ (279 mm) である。計測可能な降雪は年間10日あり、そのうち7日は少なくとも1インチ (25 mm) の降雪になる。積雪量1インチ以上の日は年間25日ある。
| オレイサの気候                  | オレイサの気候 | オレイサの気候 | オレイサの気候 | オレイサの気候 | オレイサの気候 | オレイサの気候 | オレイサの気候 | オレイサの気候 | オレイサの気候 | オレイサの気候 | オレイサの気候 | オレイサの気候 | オレイサの気候 |
| 月                              | 1月            | 2月            | 3月            | 4月            | 5月            | 6月            | 7月            | 8月            | 9月            | 10月           | 11月           | 12月           | 年             |
| ------------------------------- | -------------- | -------------- | -------------- | -------------- | -------------- | -------------- | -------------- | -------------- | -------------- | -------------- | -------------- | -------------- | -------------- |
| 平均最高気温 °C （°F）          | 3.5 (38.3)     | 7.1 (44.8)     | 13.4 (56.1)    | 19.3 (66.7)    | 24.2 (75.6)    | 29.1 (84.3)    | 31.9 (89.4)    | 31 (87.8)      | 26.7 (80.1)    | 20.7 (69.3)    | 12.1 (53.8)    | 5.6 (42.0)     | 18.72 (65.68)  |
| 平均最低気温 °C （°F）          | −6.7 (19.9)    | −3.7 (25.3)    | 1.5 (34.7)     | 7.1 (44.8)     | 12.7 (54.9)    | 17.7 (63.8)    | 20.3 (68.5)    | 19.2 (66.5)    | 14.6 (58.3)    | 8.5 (47.3)     | 1.6 (34.8)     | −4.3 (24.2)    | 7.37 (45.25)   |
| 降水量 mm （inch）              | 30.5 (1.20)    | 29.2 (1.15)    | 53.8 (2.12)    | 89.4 (3.52)    | 126.2 (4.97)   | 126 (4.96)     | 86.9 (3.42)    | 78 (3.07)      | 95.5 (3.76)    | 91.2 (3.59)    | 70.4 (2.77)    | 36.8 (1.45)    | 913.9 (35.98)  |
| 出典：Weatherbase February 2010 |                |                |                |                |                |                |                |                |                |                |                |                |                |

## 人口動態
以下は2000年の国勢調査による人口統計データである。
| 基礎データ - 人口: 92,962人 - 世帯数: 32,314世帯 - 家族数: 24,623家族 - 人口密度: 662.7人/km2（1,716.4人/mi2） - 住居数: 33,343軒 - 住居密度: 237.7軒/km2（615.6軒/mi2） 人種別人口構成 - 白人: 88.63% - ドイツ系: 26.1% - アイルランド系: 11.0% - イングランド系: 10.7% - アフリカン・アメリカン: 3.70% - ネイティブ・アメリカン: 0.43% - アジア人:2.74% - 太平洋諸島系: 0.05% - その他の人種: 2.64% - 混血: 1.80% - ヒスパニック・ラテン系: 5.44% 年齢別人口構成 - 18歳未満: 30.8% - 18-24歳: 9.2% - 25-44歳: 36.7% - 45-64歳: 18.1% - 65歳以上: 5.2% - 年齢の中央値: 31歳 - 性比（女性100人あたり男性の人口） - 総人口: 99.4 - 18歳以上: 96.1 | 世帯と家族（対世帯数） - 18歳未満の子供がいる: 45.1% - 結婚・同居している夫婦: 63.8% - 未婚・離婚・死別女性が世帯主: 9.0% - 非家族世帯: 23.8% - 単身世帯: 18.4% - 65歳以上の老人1人暮らし: 3.7% - 平均構成人数 - 世帯: 2.83人 - 家族: 3.24人 収入と家計（2007年推計） - 収入の中央値 - 世帯: 61,111米ドル - 家族: 68,498米ドル - 性別 - 男性: 45,699米ドル - 女性: 30,217米ドル - 人口1人あたり収入: 24,498米ドル - 貧困線以下 - 対人口: 4.1% - 対家族数: 2.4% - 18歳以下: 4.1% - 65歳以上: 4.1% |

## 経済

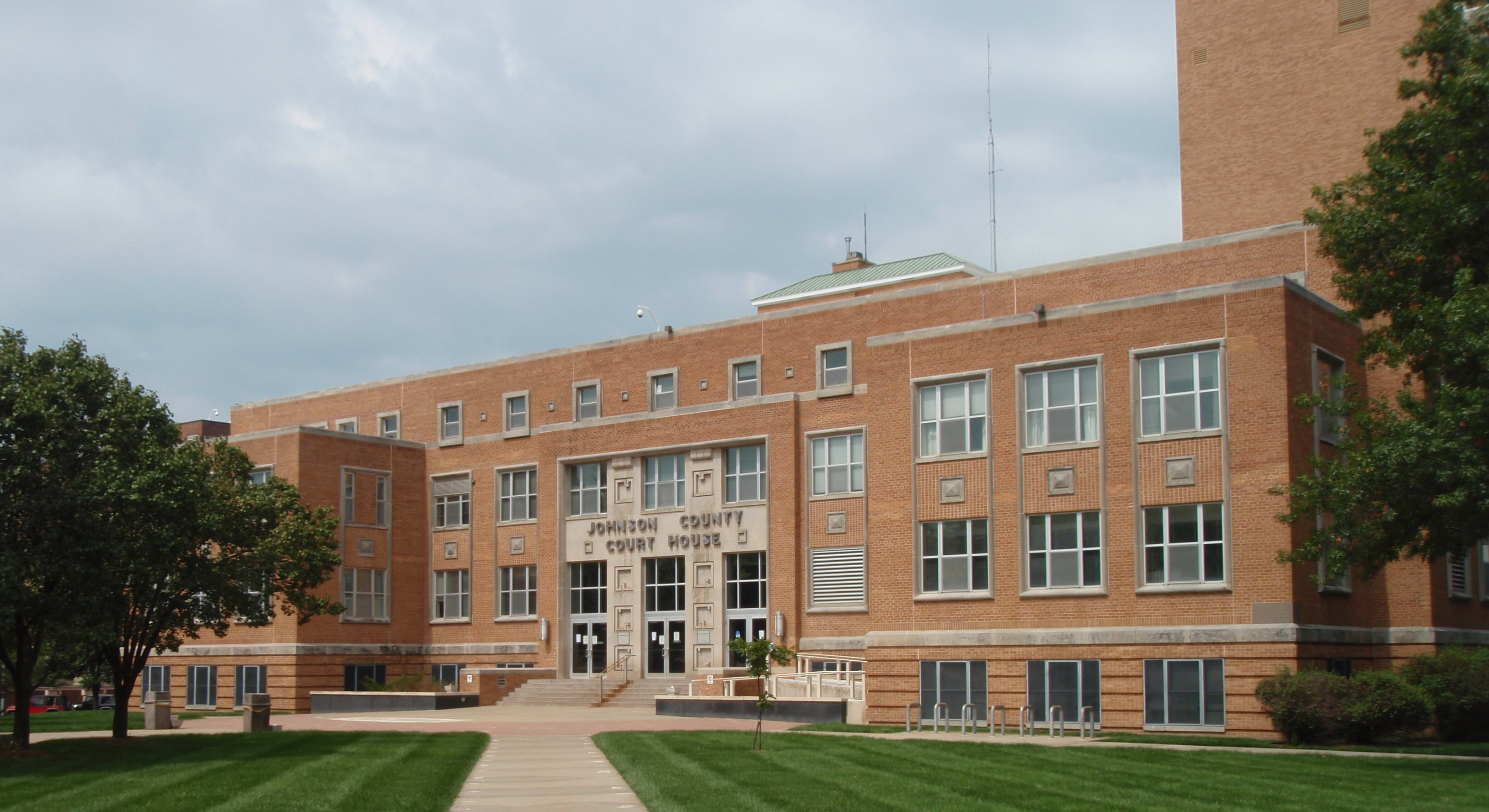
ジョンソン郡庁舎

オレイサの商業パークや工業パークには、ハネウェル、Aldi、ガーミンおよびファーマーズ・インシュアランス・グループなど多くの企業が入っている。アメリカ合衆国運輸省がオレイサにある航空路管制センターを管理維持している。ジョンソン郡がオレイサにあるジョンソン郡エグゼキュティブ空港を維持しており、この空港は面積500エーカー (2 km²)、長さ4,100フィート (1250-m) の滑走路と並行する誘導路、連邦の契約する航空管制塔がある。州内でも2番目に使われている空港である。

## 教育
オレイサにはミッドアメリカン・ナザレン大学とカンザス州立視覚障害者学校がある。
市内の公共教育はオレイサ教育学区とブルーバレー統合教育学区が管轄している。2006年時点でオレイサ教育学区には25,543人の生徒がいた。小学校33校、中学校8校、高校2校がある。

## 交通
ジョンソン郡交通局がオレイサを含むジョンソン郡内のバス便を運行している。

## 著名な住人
- ウィリー・アームズ、俳優
- ジョン・アンダーソン・ジュニア、元カンザス州知事（1961年–1965年）
- ジョージ・ワシントン・カーヴァー、植物学者、アフリカ系アメリカ人指導者
- スティービー・ケイス、プロのコンピュータゲーム・ゲーマー
- ジョニー・デア、カンザスシティのラジオ・パーソナリティ
- ドン・デイビス、元アメリカンフットボール選手
- マイク・ガードナー、カレッジ・フットボールのコーチ
- ハーバート・S・ハドリー、元ミズーリ州知事、セントルイス・ワシントン大学学長
- ジョン・ミーンズ、プロ野球選手
- マーク・パーキンソン、カンザス州知事（2009年–）
- ラレー・パークス、俳優
- ロブ・ポープ、エモ・バンドのゲット・アップ・キッズのギタリスト[10]
- ライアン・ポープ、エモ・バンドのゲット・アップ・キッズのドラマー
- リチー・プラット、音楽家、フットボール選手
- J・ウェイン・ライツ、元フロリダ大学学長（1955年–1967年）
- チャールズ・ロジャーズ、俳優
- ビンス・スノーバーガー、カンザス州選出アメリカ合衆国下院議員（1997年–1999年）
- ダーレン・スプロールズ、NFLアメリカンフットボール選手
- ジョン・セントジョン、元カンザス州知事（1879年–1883年）、禁酒党大統領候補（1884年）
- ジム・サプティック、エモ・バンドのゲット・アップ・キッズの設立者
- カビア・シバシャンカー、2009年スペリング競争大会勝者
- アダム・ジャバル・クレイグ、俳優

## 姉妹都市
- スイス、クール (グラウビュンデン州)
- ドイツ、オーベンドルフ・アム・ネッカー
- メキシコ、ハリスコ州オコトラン
- コンゴ共和国、ブラザヴィル
- コスタリカ、シウダードケサダ